# Gaspar de Quiroga y Vela
Gaspar de Quiroga y Vela, španski rimskokatoliški duhovnik, škof in kardinal, * 13. januar 1512, Madrigal de las Altas Torres, † 12. november 1594.

## Življenjepis
17. decembra 1571 je bil imenovan za škofa Cuence; škofovsko posvečenje je prejel 15. aprila 1572.
6. septembra 1577 je bil imenovan za nadškofa Toleda.
15. decembra 1578 je bil povzdignjen v kardinala.